# Chrysophyllum perrieri
Chrysophyllum perrieri – gatunek drzew należących do rodziny sączyńcowatych. Występuje na terenie Madagaskaru.